# 아스트로 봇: 레스큐 미션
아스트로 봇: 레스큐 미션(Astro Bot Rescue Mission)은 팀 아소비가 개발하고 소니 인터랙티브 엔터테인먼트에서 플레이스테이션 4의 플레이스테이션 VR 헤드셋용으로 퍼블리싱한 2018년 플랫폼 게임이다. 더 플레이룸에서 처음 소개된 로봇 캐릭터가 등장하며, 듀얼쇼크 4 컨트롤러 내부에 사는 로봇으로 등장한다. 게임에서 플레이어는 아스트로 선장과 팀을 이루어 여러 세계에 흩어져 있는 잃어버린 승무원을 구출하기 위한 탐구를 시작한다.
이 게임은 2018년 10월에 출시되었으며 게임의 듀얼쇼크 4 사용과 다양한 레벨 디자인에 대한 찬사를 받으며 비평가들의 찬사를 받았다. 아스트로 봇 시리즈의 첫 번째 게임으로, 2020년 아스트로 플레이룸, 2024년 아스트로봇이 뒤를 이었다.

## 게임플레이
아스트로봇: 레스큐 미션은 플레이어가 듀얼쇼크 4 컨트롤러를 사용하여 다양한 레벨을 탐색하는 소형 로봇인 아스트로봇을 제어하는 3D 플랫폼 게임이다. 이 게임은 VR용으로 설계되었으므로 플레이어는 1인칭 시점에서 게임 세계를 경험하게 되며, 본질적으로 환경과 상호 작용하는 거대한 로봇이 된다. 여기에는 머리를 맞대고 벽을 부수는 행위, 공격을 피하는 행위, 헤드셋의 마이크를 사용해 꽃잎을 날리는 행위 등이 포함된다.
각 레벨의 주요 목표는 게임의 5개 세계와 20개 레벨에 흩어져 있는 아스트로의 승무원을 구출하는 것이다. 각 레벨에는 신중한 탐색과 능숙한 점프를 통해 찾아야 하는 잃어버린 로봇 8개가 포함되어 있다. 게임은 3D 오디오를 사용하여 플레이어가 환경에서 음성을 들을 수 있으므로 이러한 봇을 찾는 데 도움을 준다.
플레이어는 또한 각 세계의 끝에서 보스와 마주하게 되는데, 도전하려면 일정 수의 구출된 봇이 필요하다. 때때로 플레이어는 보스와의 전투 요구 사항을 충족하기 위해 추가 봇을 구출하기 위해 이전 레벨을 다시 방문해야 할 수도 있다. 각 레벨에는 스페이스 카멜레온도 숨겨져 있으며, 이를 발견하면 게임에 추가 콘텐츠를 추가하는 특별 챌린지 단계가 잠금 해제된다.
또한 플레이어는 갈고리 사격, 물총, 수리검, 단단한 밧줄, 마법의 빛, 기관총, 새총과 같은 도구가 포함된 마법 상자를 발견할 수 있다. 이러한 장치는 아스트로가 레벨을 탐색하고 플랫폼을 성장시키고 터빈을 활성화하거나 다양한 방식으로 환경을 조작할 수 있는 도구를 제공하는 데 도움이 된다. 전통적인 플랫폼과 VR 상호 작용 및 장치 사용의 결합은 아스트로봇 레스큐 미션에 고전적인 플랫폼 요소와 혁신적인 VR 메커니즘을 혼합한 독특한 게임 플레이 경험을 제공한다.

## 개발
이 작품은 재팬 스튜디오의 팀 아소비 부서에서 개발했다. 더 플레이룸 VR의 "로봇 레스큐"라는 미니 게임에 대한 대중의 요구와 팬 피드백으로 인해 재팬 스튜디오는 미니 게임을 기반으로 한 완전한 게임을 만들기로 결정했다. 아스트로 봇 레스큐 미션은 25명의 팀이 18개월 만에 개발했다. 음악은 케네스 CM 영이 작곡했다.

## 평가
| 평가 |        |
| --- | ------ |
| 통합 점수 통합사 점수 메타크리틱 90/100 [ 1 ] 평론 점수 평론사 점수 CGM 8.5/10 [ 2 ] 디스트럭토이드 7.5/10 [ 3 ] 에지 9/10 게임 인포머 9/10 [ 4 ] IGN 9/10 [ 5 ] Jeuxvideo.com 17/20 [ 6 ] OPM (UK) 8/10 Road to VR 10/10 [ 7 ] Metro 9/10 [ 8 ] UploadVR 8.5/10 [ 9 ] |        |
| 통합 점수 |        |
| 통합사 | 점수   |
| 메타크리틱 | 90/100 |
| 평론 점수 |        |
| 평론사 | 점수   |
| CGM | 8.5/10 |
| 디스트럭토이드 | 7.5/10 |
| 에지 | 9/10   |
| 게임 인포머 | 9/10   |
| IGN | 9/10   |
| Jeuxvideo.com | 17/20  |
| OPM (UK) | 8/10   |
| Road to VR | 10/10  |
| Metro | 9/10   |
| UploadVR | 8.5/10 |